# Wanfrieder Abkommen

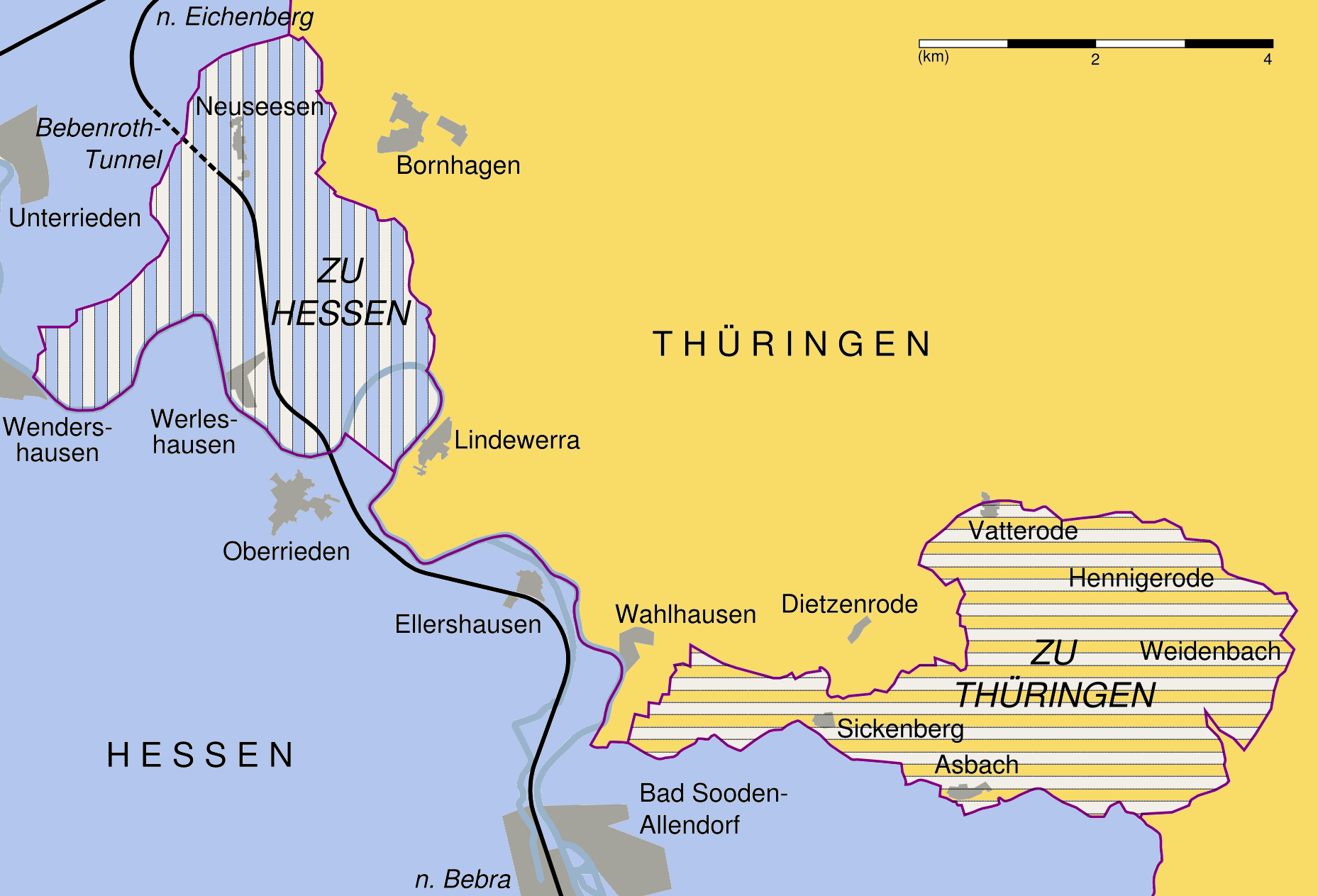
Im Rahmen des Wanfrieder Abkommens getauschte Gebiete

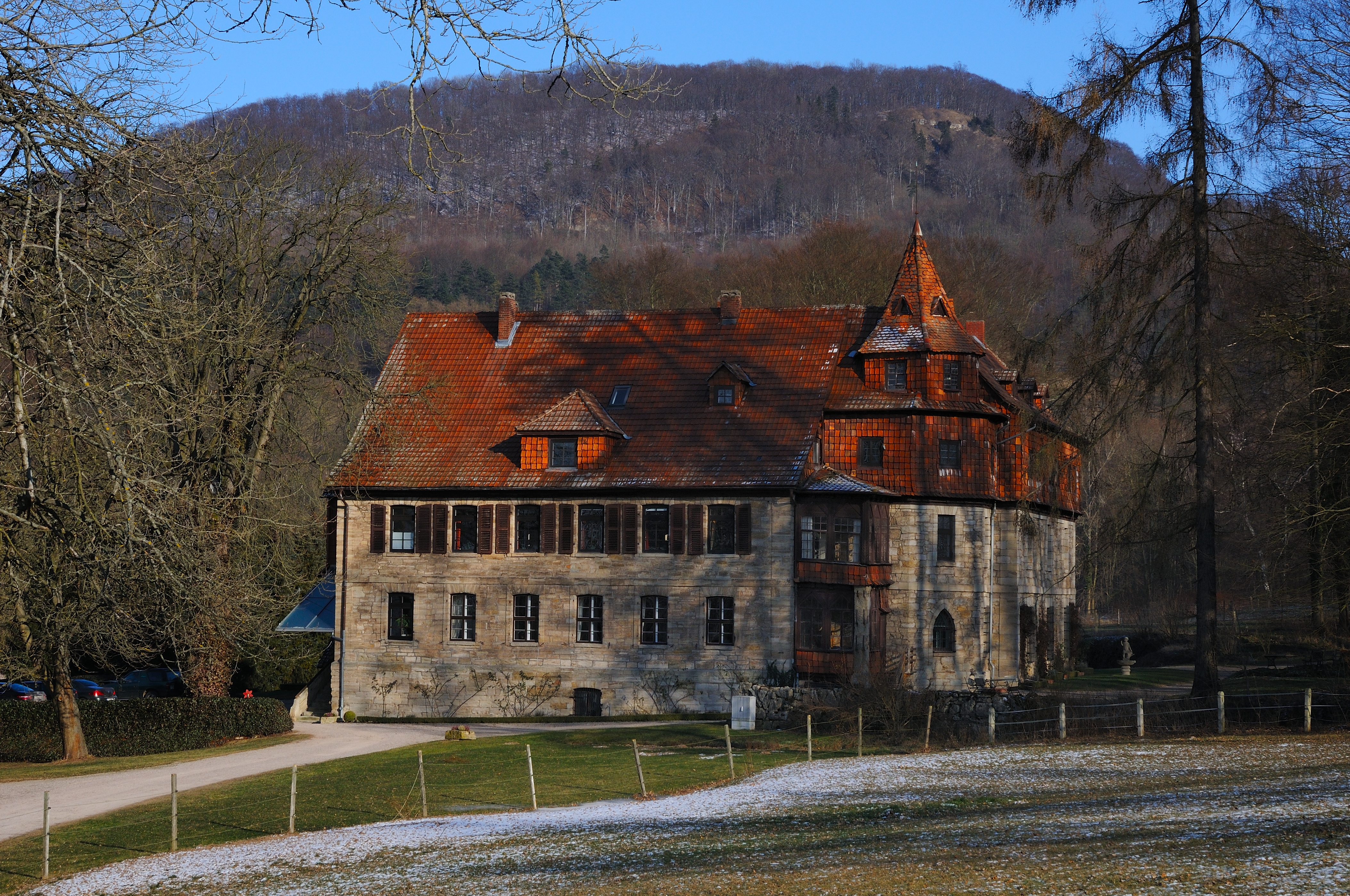
Kalkhof bei Wanfried: der Ort der Unterzeichnung des Wanfrieder Abkommens

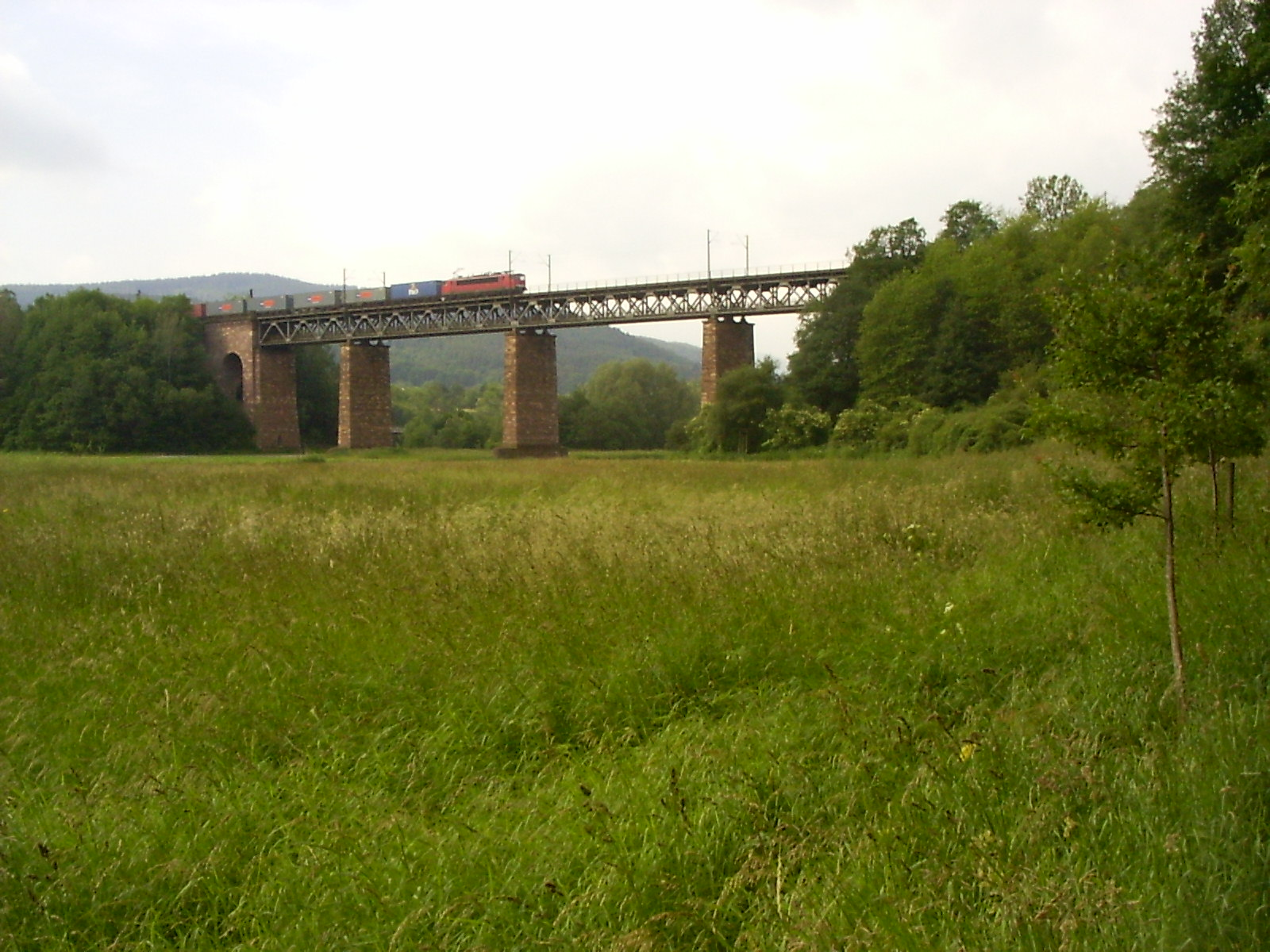
Die Eisenbahnbrücke zwischen Werleshausen und Oberrieden war Teil der strittigen Bahnstrecke

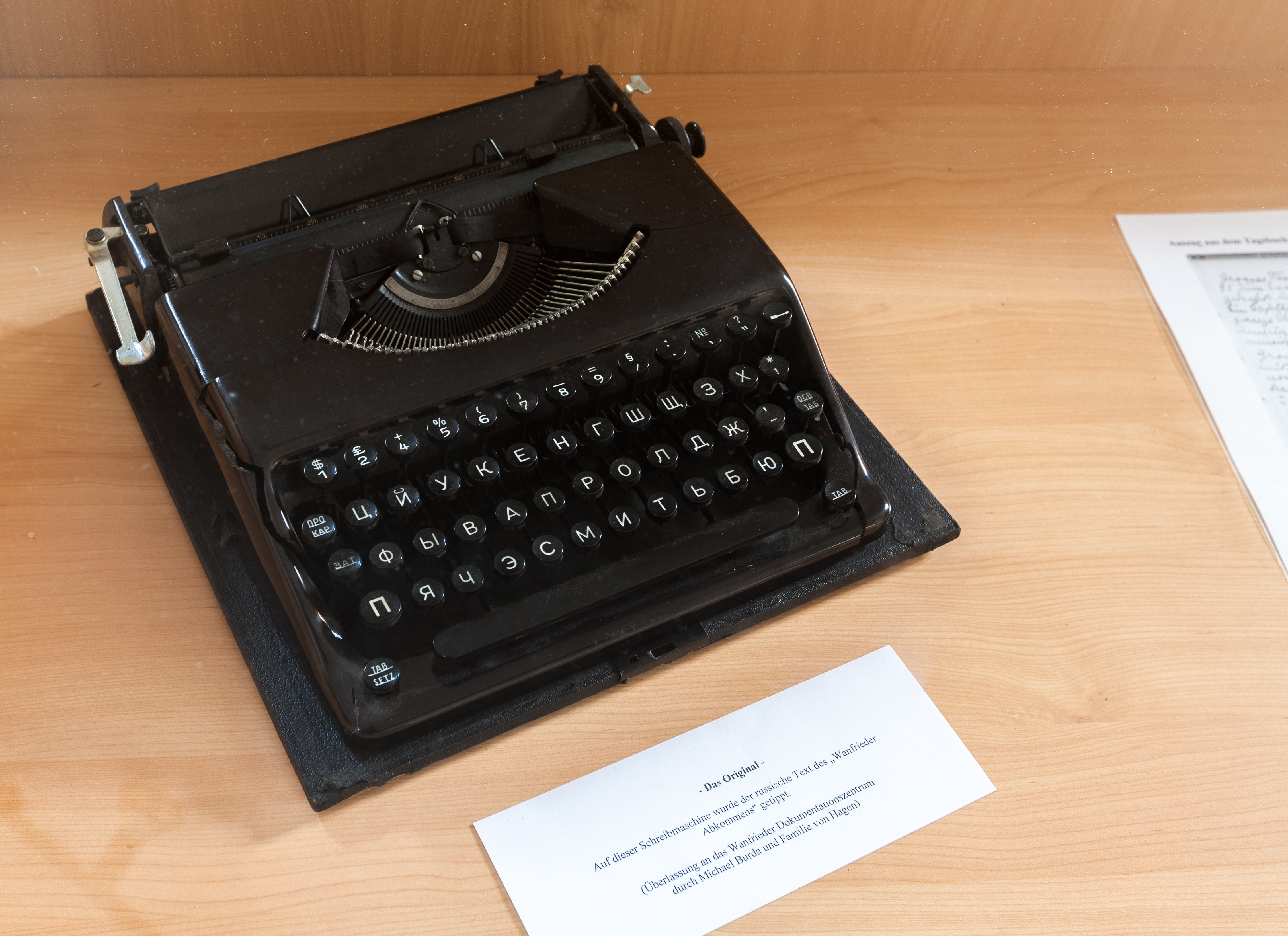
Eine Schreibmaschine mit kyrillischer Tastatur, auf der die russische Fassung des Wanfrieder Abkommens geschrieben wurde.

Das Wanfrieder Abkommen vom 17. September 1945 war ein Vertrag im besetzten Deutschland nach dem Zweiten Weltkrieg. Gegenstand war ein Gebietstausch zwischen der US-amerikanischen und der Sowjetischen Besatzungszone. Die Grenzveränderung wurde notwendig, weil die Bahnstrecke Bebra–Göttingen auf einem kurzen Abschnitt durch die Sowjetische Besatzungszone verlief. Namensgebend für das Abkommen war der Verhandlungsort Wanfried.

## Hintergrund
Nach Festlegung der Grenzen zwischen den Besatzungszonen (vgl.: Zonenprotokoll) durch die Siegermächte entlang der ehemals kurhessisch-thüringischen Grenze verlief eine wichtige Nachschublinie der US-Besatzungsmacht, die Bahnstrecke Bebra–Göttingen als Teil der Nord-Süd-Strecke, zwischen Bad Sooden-Allendorf und Eichenberg auf einer Länge von vier Kilometern durch die Sowjetische Besatzungszone. Nach Behebung von Kriegsschäden war die Strecke vom 10. August 1945 an wieder provisorisch befahrbar. Danach besetzten sowjetische Streitkräfte den in diesem Abschnitt liegenden Haltepunkt Werleshausen. Sie unterbrachen damit vorerst die wichtige Verbindung zwischen dem Nachschubhafen der US-Armee in der Exklave Bremerhaven und dem in Süddeutschland gelegenen Hauptteil der Amerikanischen Besatzungszone. Vom 13. bis zum 15. September wurde die Strecke nochmals von sowjetischer Seite blockiert. Um weiteren Streitigkeiten aus dem Weg zu gehen, vereinbarten die beiden beteiligten Besatzungsmächte am 17. September 1945 einen Gebietstausch zur Grenzkorrektur. Verhandelt und unterzeichnet wurde der Vertrag auf dem an der heutigen B 249 etwas außerhalb von Wanfried gelegenen Gut Kalkhof. Der namensgebende Verhandlungsort Wanfried liegt selbst nicht in den getauschten Gebieten, sondern etwa 25 km südwestlich in Grenznähe auf hessischer Seite.
Verhandlungsführer waren Brigadegeneral William Thaddeus Sexton auf US-amerikanischer Seite und Generalmajor Wassili Askalepow auf sowjetischer Seite. Da im Anschluss an die Vertragsunterzeichnung je eine Flasche Whisky und Wodka als Symbol der beteiligten Länder den Besitzer wechselten, wurde der neue Grenzverlauf scherzhaft auch „Whisky-Wodka-Linie“ genannt.
Zwar fanden noch an anderen Grenzabschnitten Vereinbarungen zum Austausch von Gebieten statt, jedoch hat einzig das Wanfrieder Abkommen den Status eines Vertrags zwischen den betreffenden Siegermächten und ist somit dem Potsdamer Abkommen gleichgestellt. Eine Darstellung der Ereignisse findet sich vor Ort im Grenzmuseum Schifflersgrund.

## Gegenstand
Die hessischen Dörfer
- Sickenberg
- Asbach
- Vatterode
- Weidenbach und
- Hennigerode

aus dem Landkreis Witzenhausen mit insgesamt 429 Einwohnern und einer Gemarkungsfläche von 761 Hektar wurden Teil der Sowjetischen Besatzungszone. Die Eichsfelder Dörfer
- Neuseesen und
- Werleshausen

im einst preußischen Landkreis Eichsfeld mit Sitz in Heiligenstadt, mit 560 Einwohnern und einer Gemarkungsfläche von 845 Hektar, wurden der Amerikanischen Besatzungszone zugeschlagen. Der Vertrag trat mit sofortiger Wirkung in Kraft, die jeweils abgegebenen Gebiete mussten bis zum Abend des 19. September 1945, also zwei Tage nach Unterzeichnung, militärisch geräumt sein.
Durch den Gebietstausch kamen der Streckenabschnitt Bebra–Göttingen von Streckenkilometer 219,021 bis 223,063 und der darin liegende Haltepunkt Werleshausen in amerikanische Hände. Das südliche Ende des übergebenen Streckenabschnitts befand sich auf der Mitte der Werrabrücke bei Oberrieden, das nördliche Ende im Bebenroth-Tunnel bei Unterrieden.

## Folgen
Die in den bezeichneten Gebieten wohnende Bevölkerung blieb dort mit ihrem Eigentum.
Noch bis in die Fahrplanperiode Winter 1953/1954 stellte die Deutsche Reichsbahn in ihrem Kursbuch den alten Grenzverlauf dar. Da auf westlicher Seite unklar war, ob damit Gebietsansprüche geltend gemacht werden sollten oder ob lediglich die Kartengrundlage veraltet war, gab es in den 1950er Jahren Überlegungen für eine westliche Umgehung zwischen Oberrieden und Eichenberg.
Mit Gründung der DDR und Errichtung der Grenzsperranlagen wurde die neue Zugehörigkeit der getauschten Orte auch faktisch besiegelt. Nach der deutschen Wiedervereinigung 1990 hatte sich zwar der Vertragszweck des ungehinderten Bahnverkehrs erledigt, dennoch wurde das Abkommen mit dem Gebietstausch nicht rückgängig gemacht. Die fünf ehemals hessischen Dörfer gehören damit immer noch zum neuen Freistaat Thüringen und die beiden ehemals thüringischen Dörfer zum Bundesland Hessen.

## Weitere Austauschabkommen
- Am 13. November 1945 wurde das Barber-Ljaschtschenko-Abkommen über den Gebietsaustausch zwischen der Britischen und Sowjetischen Besatzungszone geschlossen, in den Ländern Schleswig-Holstein und Mecklenburg-Vorpommern, östlich und südöstlich von Ratzeburg.
- Ein anderes Abkommen der Besatzungsmächte im Jahr 1945 betrifft den britischen Sektor von Berlin und die umgebende Sowjetische Besatzungszone, es führte zum Austausch von Teilen Staakens gegen Groß-Glienicke und Engelsfelde.
- Zum 23. Juli 1945 wurden der östliche Teil des Landkreises Blankenburg mit den Orten Blankenburg, Hasselfelde, Stiege sowie weiterer Gemeinden und die im Landkreis Grafschaft Hohenstein gelegenen thüringischen Orte Bad Sachsa und Tettenborn zwischen der Britischen und Sowjetischen Besatzungszone getauscht.[4]

- Abkommen vom 1. September 1945 zwischen der britischen und sowjetischen Besatzungsmacht über einen Gebietsaustausch von unbewohnten Ländereien im Untereichsfeld zwischen dem Pferdeberg und Lindenberg bei Teistungen, sowie zwischen Ecklingerode und Fuhrbach zum Zwecke einer Grenzbegradigung.[5]
- Grenzverschiebung zwischen der Sowjetischen und Britischen Besatzungszone beim Rittergut Besenhausen, da die Zonengrenze mitten durch die Gutsansiedlung verlief.
- Das Amt Neuhaus kam im Juli 1945 von der britischen zur sowjetischen Besatzungszone. Anders als die meisten anderen Gebietsänderungen von 1945 wurde diese 1993 wieder rückgängig gemacht, sodass das Amt Neuhaus nach der Wende von Mecklenburg nach Niedersachsen wechselte.